# Напівкоксування
Напівкоксування — процес термічної переробки твердого палива (вугілля, паливних сланців, торфу) шляхом нагрівання його в спеціальних печах без доступу повітря до температури 500–550 °С. Основні продукти напівкоксування: напівкокс (55–70 %), первинна смола (10–40 %), первинний газ (5 %).

## Напівкоксування вугілля
Для напівкоксування використовують в основному вугілля з високим виходом летких речовин, що дають великий вихід первинної смоли. Вихід первинної смоли і напівкоксу залежить від якості вихідної сировини, конструкції і режиму роботи печей.
Процес напівкоксування складається з двох основних стадій:
- при температурі 320–480 °C інтенсивно виділяються пари смоли, газу і утворюється пластична маса;

- при температурі 480–550 °C продовжується деструкція твердих залишків з утворенням і виділенням рідких і газоподібних продуктів, а також утворюється твердий напівкокс.

Для напівкоксування використовують декілька типів печей (реакторів), які відрізняються в основному типом теплоносія (газовий, твердий) і системою обігріву (внутрішній, зовнішній). Реактори повинні забезпечити максимальний вихід смоли, рівномірний за властивостями напівкокс, високу продуктивність при мінімальній витраті тепла на проведення процесу.

## Напівкоксування торфу і горючих сланців
Напівкоксування торфу і горючих сланців здійснюється за технологією аналогічною напівкоксуванню вугілля.
Напівкокс використовується як енергетичне паливо, як відновник в деяких металургійних процесах, для добування карбіду кальцію і ін.; первинний газ — як сировина для хімічного синтезу і як паливо; первинна смола — для переробки в різні рідкі палива (бензин, лігроїн, соляр), масла, розчинники і ін.

## Опис і вихід продуктів напівкоксування (% на суху масу)
Первинна смола — продукт напівкоксування. Являє собою складну суміш різних органічних речовин, що конденсуються з газу напівкоксування (прямого газу) при температурі 30–50 °С. Як правило, вона залишається рідкою при кімнатній температурі, маючи різну в'язкість, однак деякі торфи і буре вугілля дають іноді густі первинні смоли через наявність в них значної кількості твердих парафінів. Густина смоли близька до одиниці (0,845–1,078), колір змінюється від жовто-бурого до темно-бурого.
Хімічний склад первинної смоли. У залежності від природи, ступеня вуглефікації і складу твердих горючих копалин (ТГК) в первинній смолі виявлені:
- — граничні вуглеводні — CnH2n+2, від пентану до С=30-35;
- — неграничні вуглеводні жирного ряду — CnH2n (олефіни) і CnH2n-2 (діолефіни);
- — ароматичні вуглеводні (незначна кількість бензолу, толуол, ксилоли, а також мезитилен, стирол і ін.);
- — конденсовані ароматичні сполуки (нафталін, тетралін, декалін, дифенілметан, метиловані гомологи нафталіну і антрацену);
- — нафтени (циклогексан і ін.);
- — феноли, головним чином вищі, і незначна кількість одноатомного фенолу;
- — органічні основи — найпростіші гомологи піридину — піколіни, лутидіни, колідіни, а також хінолін і його гомологи, піридин;
- — карбонові кислоти (оцтова, олеїнова), а також кетони і спирти — в невеликих кількостях;
- — етер — в первинних смолах тільки з торфу і бурого вугілля, що містять віск.

Таблиця  – Вихід продуктів напівкоксування (% на суху масу)
| Вид ТГК                        | Напівкокс | Первинна смола | Пірогенетична вода | Первинний газ |
| Торф                           | 33,6-50,9 | 7,7-23,1       | 14,2-26,8          | 15,9-31,8     |
| Підмосковне буре вугілля       | 71,0-76,0 | 5,5-14,3       | 2,5-12,6           | 5,8-21,0      |
| Олександрійське буре вугілля   | 55,4-61,8 | 10,6-15,8      | 7,4-9,2            | 18,3-21,1     |
| Кизеловське кам'яне вугілля    | 73,0      | 16,7           | 2,5                | 7,8           |
| Донецьке вугілля:              |           |                |                    |               |
| марки Д                        | 70,1-74,3 | 10,3-18,1      | 3,1-8,7            | 10,7-16,5     |
| марки Г                        | 75,8      | 10,3           | 3,6                | 10,3          |
| марки К                        | 84,8      | 5,8            | 1,7                | 7,7           |
| марки ПС                       | 91,1      | 2,4            | 0,5                | 6,0           |
| Сапропеліт (балхашит)          | 10,3      | 65,9           | 8,4                | 15,4          |
| Ліптобіоліт (піропісит)        | 13,2      | 68,3           | 3,8                | 14,7          |
| Горючий сланець прибалтійський | 52,6-86,4 | 8,2-34,1       | 1,8-9,9            | 2,7-6,1       |
| Горючий сланець волзький       | 75,6-79,1 | 9,6-11,6       | 6,4-7,2            | 4,9-5,7       |
| Горючий сланець прибалтійський | 14,2*     | 59,0*          | 8,1*               | 18,7*         |

- на горючу масу